# Sint-Elisabethkerk (Bruyères)

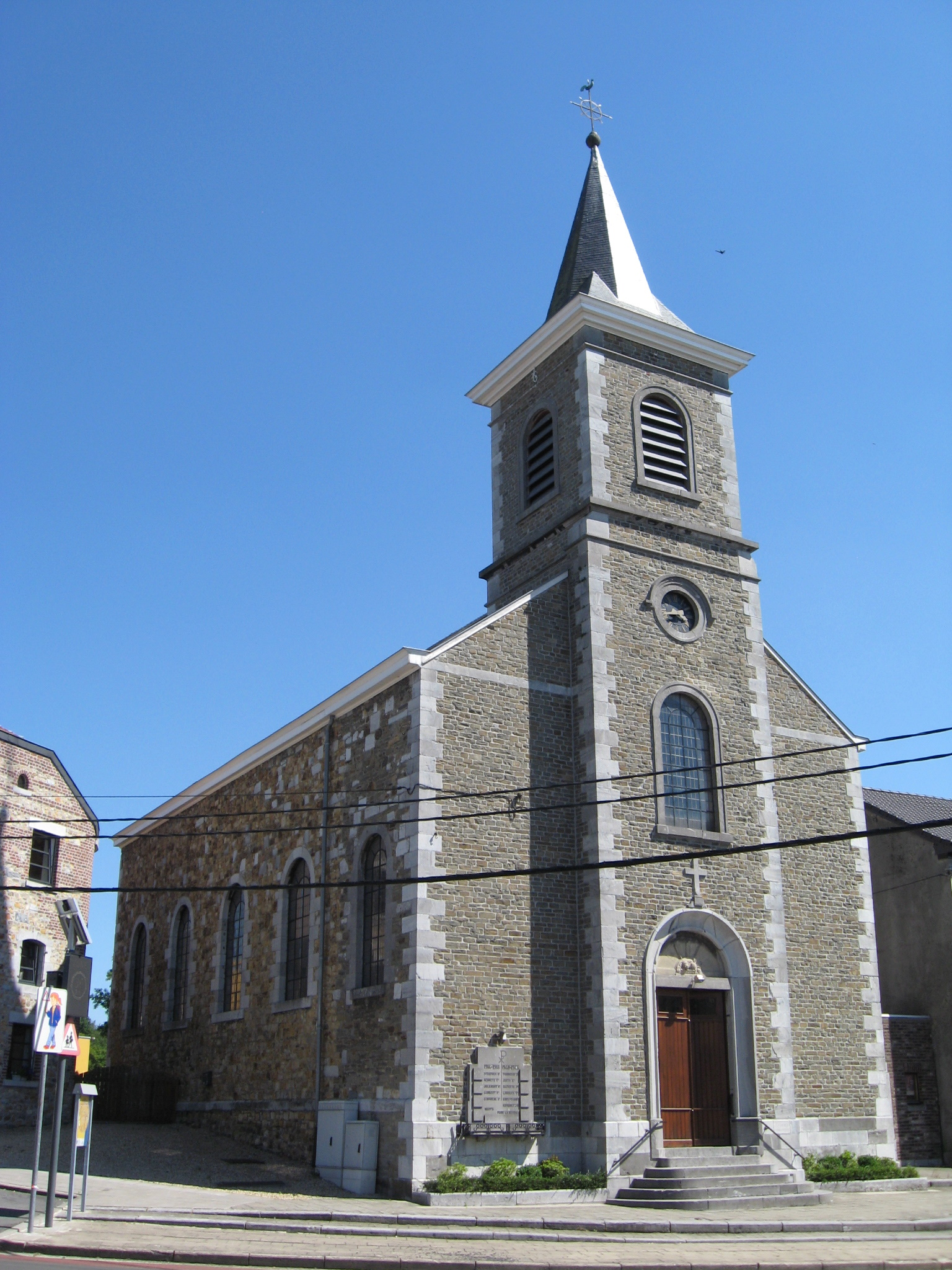
Sint-Elisabethkerk

De Sint-Elisabethkerk (Église Sainte-Elisabeth) is de parochiekerk van de tot de Belgische gemeente Herve behorende plaats Bruyères, gelegen aan de Rue Biomont.

## Geschiedenis
In 1732 werd een kapel gebouwd. Deze moest in 1839 wijken voor de huidige kerk in neoclassicistische stijl. In 1887 werd de toren toegevoegd naar ontwerp van Lejeune. Het betreft een eenbeukige kerk met driezijdige koorafsluiting, gebouwd in zandsteenblokken en met kalkstenen hoekbanden. Op het timpaan is in reliëf het Lam Gods afgebeeld.

## Interieur
De kerk bezit altaren en biechtstoelen uit het midden van de 18e eeuw. Jacques Vivroux (midden 18e eeuw) vervaardigde beelden van Sint-Petrus en Sint-Paulus. Uit dezelfde tijd stammen beelden van Sint-Elisabeth van Hongarije en Sint-Rochus.
1. ↑  (fr) Le patrimoine monumental de la Belgique. Editions Mardaga (1971), pp. 402. ISBN 978-2-8021-0062-1.